# Вакцина Novavax проти COVID-19
NVX-CoV2373, також Nuvaxovid — вакцина проти COVID-19 на основі білкових субодиниць, яка містить спайковий білок молекули SARS-CoV-2, що розробляється компанією Novavax з січня 2020 року.

## Історія
У березні 2020 року Novavax оголосила про співпрацю з Emergent BioSolutions для проведення доклінічних та ранніх досліджень вакцини-кандидата на людях. У рамках партнерства Emergent BioSolutions буде виробляти вакцину у великих масштабах на своєму підприємстві в Балтиморі.
Перші дослідження безпеки для людини, названі NVX-CoV2373, почалися в травні 2020 року в Австралії.
У липні компанія оголосила, що може отримати $1,6 млрд від Operation Warp Speed для прискорення розробки своєї вакцини-кандидата від хвороби до 2021 року — якщо клінічні випробування покажуть ефективність вакцини. Представник Novavax заявив, що 1,6 мільярда доларів були отримані в результаті «співпраці» між Міністерством охорони здоров'я і соціальних служб та Міністерством оборони, де генерал Густав Ф. Перна був обраний головним операційним директором компанії Warp Speed. У кінці вересня Novavax підійшла до завершальної стадії тестування своєї вакцини проти коронавірусу у Великій Британії. Було оголошено, що до жовтня в США почнеться ще одне велике клінічне дослідження.
28 грудня Financial Times повідомили про старт клінічного дослідження III фази даної вакцини на 30 тис. учасників. 25 % учасників дослідження будуть літніми людьми, 15 % — афроамериканцями. Стверджується, що вакцина стабільна при температурах від 2 до 8 °C, таким чином, організація холодового ланцюга логістики та зберігання не вимагатиме специфічних умов, які вимагаються для деяких інших вакцин від COVID-19.
У січні 2021 року уклала договір з Канадою на постачання 52 млн вакцин NVX‑CoV2373 і 29 січня подалась на схвалення для використання цієї вакцини в Канаді.
20 грудня 2021 комітет із ліків Європейського агентства з лікарських засобів (EMA) провів засідання щодо схвалення Novavax. Тим часом, ЄС підписав угоду на купівлю 200 млн доз вакцини. Таким чином, Nuvaxovid стала п'ятою вакциною, рекомендованою в ЄС для щеплення проти COVID-19, її було рекомендовано використовувати для щеплення людей віком від 18 років.